# 손상혁
손상혁은 대한민국의 드러머, 사진작가이다. 《무한도전》 WM7 레슬링편에 출연해 멤버들의 트레이닝을 지도한 것으로도 많이 알려져있다. 현재까지 체리필터의 멤버 및 드러머를 맡는 것뿐만 아니라 레드불 코리아에서 사진가로 활동중이기도 하다.

## 학력
- 양정고등학교
- 고려대학교 신문방송학 학사